# Лубня (заказник)
Лу́бня  — гідрологічний заказник місцевого значення. Розташований між селами Стара Гутка та Радомка Семенівського району Чернігівської області.

## Загальні відомості
Гідрологічний заказник місцевого значення «Лубня» створений рішенням Чернігівського облвиконкому від 27 грудня 1979 року № 561.
Заказник загальною площею 403 га і охоронною зоною 997 га розташований у Семенівському районі Чернігівської області на землях Старогутківської та Радомської сільських рад.

## Завдання
- збереження в природному стані болотного масиву масиву, що є регулятором водного режиму території;
- охорона умов відтворення, відновлення чисельності рідкісних рослин та тварин;